# Tappenbeck
Tappenbeck là một đô thị thuộc the huyện Gifhorn, trong bang Niedersachsen, Đức. Đô thị này có diện tích 5,11 km².